# Лекционно-семинарская система обучения
Лекционно-семинарская система обучения (также курсовая система обучения) — групповая система обучения, при которой период обучения разбивается на учебные годы («курсы») и полугодия (семестры), занятия групп студентов ведутся по единому плану и расписанию. Практические занятия (семинары) проводятся для учебных групп, составленных из близких по возрасту и уровню подготовки студентов, для лекций однородные группы обычно объединяются в потоки.

## История
Система применялась с самого начала формирования европейской университетской системы в XIII—XIV веках.
В Российской империи была заменена на предметную систему в 1906—1907 годах.

## Характерные особенности
Подобно классно-урочной системе, в лекционно-семинарской:
- учебные группы имеют постоянный состав студентов в течение года;
- занятия разделены на одинаковые единицы времени — обычно полуторачасовые «пары» из двух 45-минутных академических часов;
- содержание обучения разделено на отдельные дисциплины;
- период обучения разделён на общие для всех студентов учебные годы, учебные дни и каникулы;
- все занятия проводятся по общему плану и расписанию.

В отличие от классно-урочной системы:
- основной контроль производится в конце каждого семестра в ходе зачётных и экзаменационных сессий;
- предполагается бо́льшая самостоятельность студентов.